# Illicium philippinense
Illicium philippinense là một loài thực vật có hoa trong họ Schisandraceae. Loài này được Merr. miêu tả khoa học đầu tiên năm 1909.